# Höhenweg Maderanertal
Als Höhenweg Maderanertal wird die Schweizer Wanderroute 590 (eine von 269 lokalen Routen) in den Glarner Alpen im Schweizer Kanton Uri bezeichnet. Die Wanderung beginnt an der Bergstation Egg (1395 m ü. M.) der Luftseilbahn Bristen-Golzern und führt zunächst hinauf zur Windgällenhütte (2031 m ü. M.); dann weiter nach Osten, in einem Bogen zum Balmenegg mit dem Berghotel Maderanertal (1350 m ü. M.) und hinab zum Chärstelenbach. Diesem folgt der Weg talaus über Lungenberg zur Talstation der Luftseilbahn (830 m ü. M.), wo sich Parkplatz und Bushaltestelle befinden.
Die Wegstrecke beträgt 16 Kilometer, es sind 840 Höhenmeter im Auf- und 1400 im Abstieg zu überwinden. Die Wanderzeit wird mit fünf Stunden und 40 Minuten angegeben.

## Varianten
Es gibt verschiedene Möglichkeiten, die Wanderung zu variieren:
Wem zum Beispiel die Hütte zu hoch oder weit entfernt liegt, kann um dem Golzerensee (1411 m ü. M.) herumwandern, einen Aussichtspunkt (1486 m ü. M.) ersteigen und von dort direkt ins Tal absteigen.
Der sich nordwestlich anschliessende Höhenweg Silenerberge (gelbe Punkte in der Karte) von der Bergstation der Luftseilbahn Chilcherberge zur Bergstation Golzern, der über die Seilhängebrücke Schipfental führt, ist sehr aussichtsreich – zum Beispiel auf den Bristen. Hierfür gibt es das Spezialbillett «Silener Höhenweg», das die Postauto-Fahrten zwischen den Talstationen Silenen und Bristen (über Amsteg) sowie die Berg- und Talfahrt in beliebiger Richtung enthält.

## Einkehr
Ausser der Windgällenhütte gibt es mehrere Gasthäuser, in denen man essen und übernachten kann: Berggasthof Edelweiss, Restaurant Golzernsee, Hotel Maderanertal und Berggasthaus Legni.

## Bilder

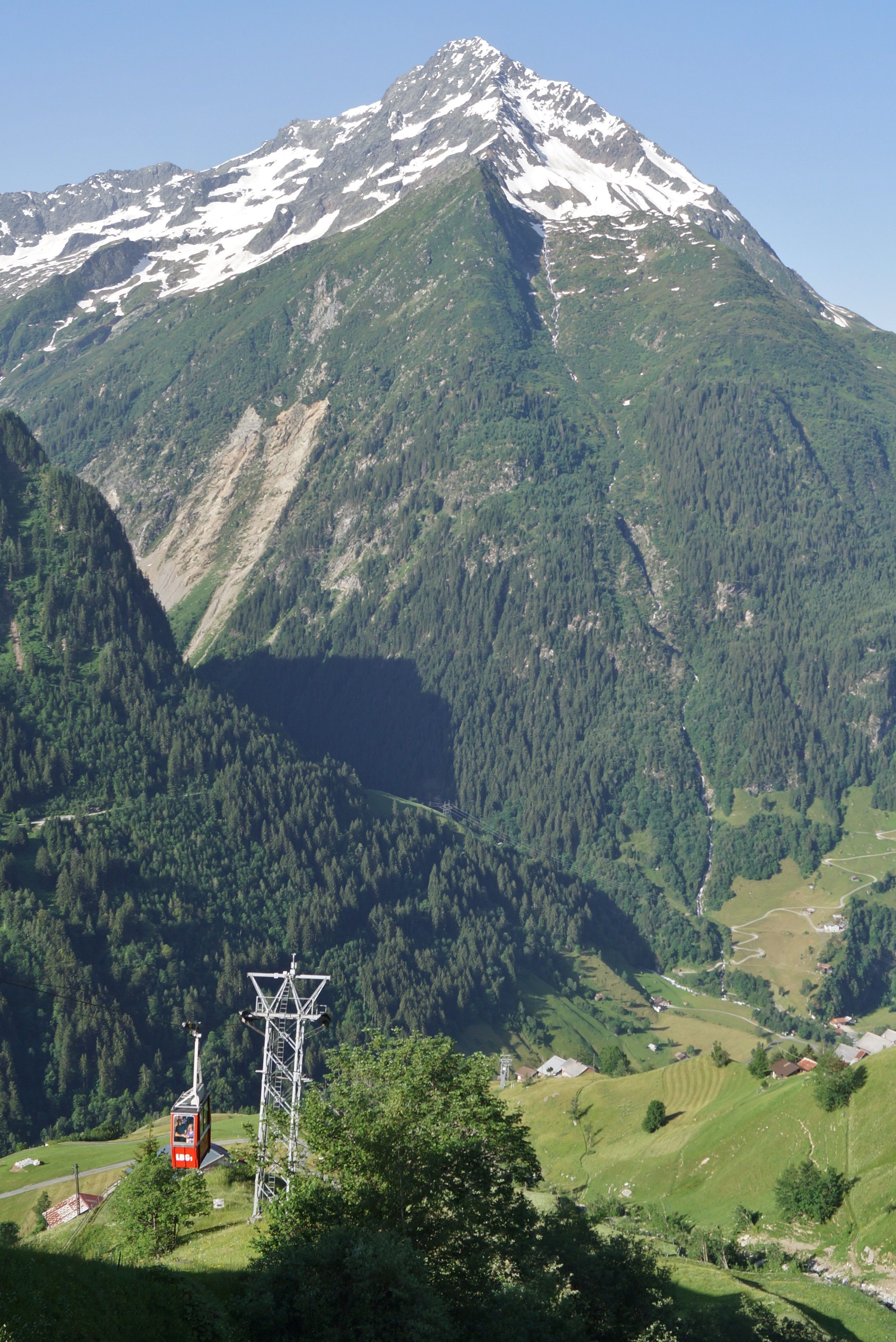
Seilbahn
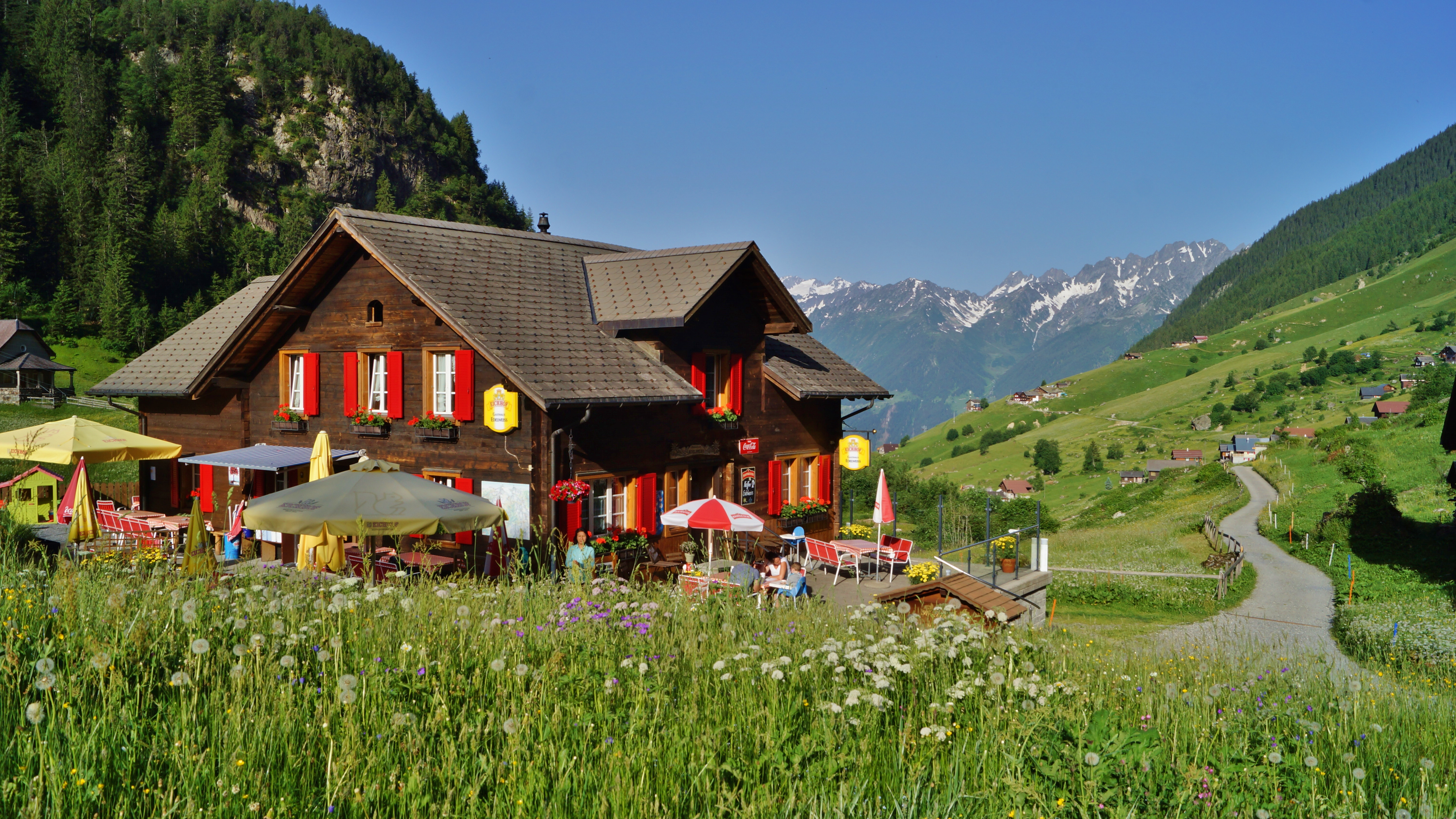
Golzern, Gasthof Edelweiss
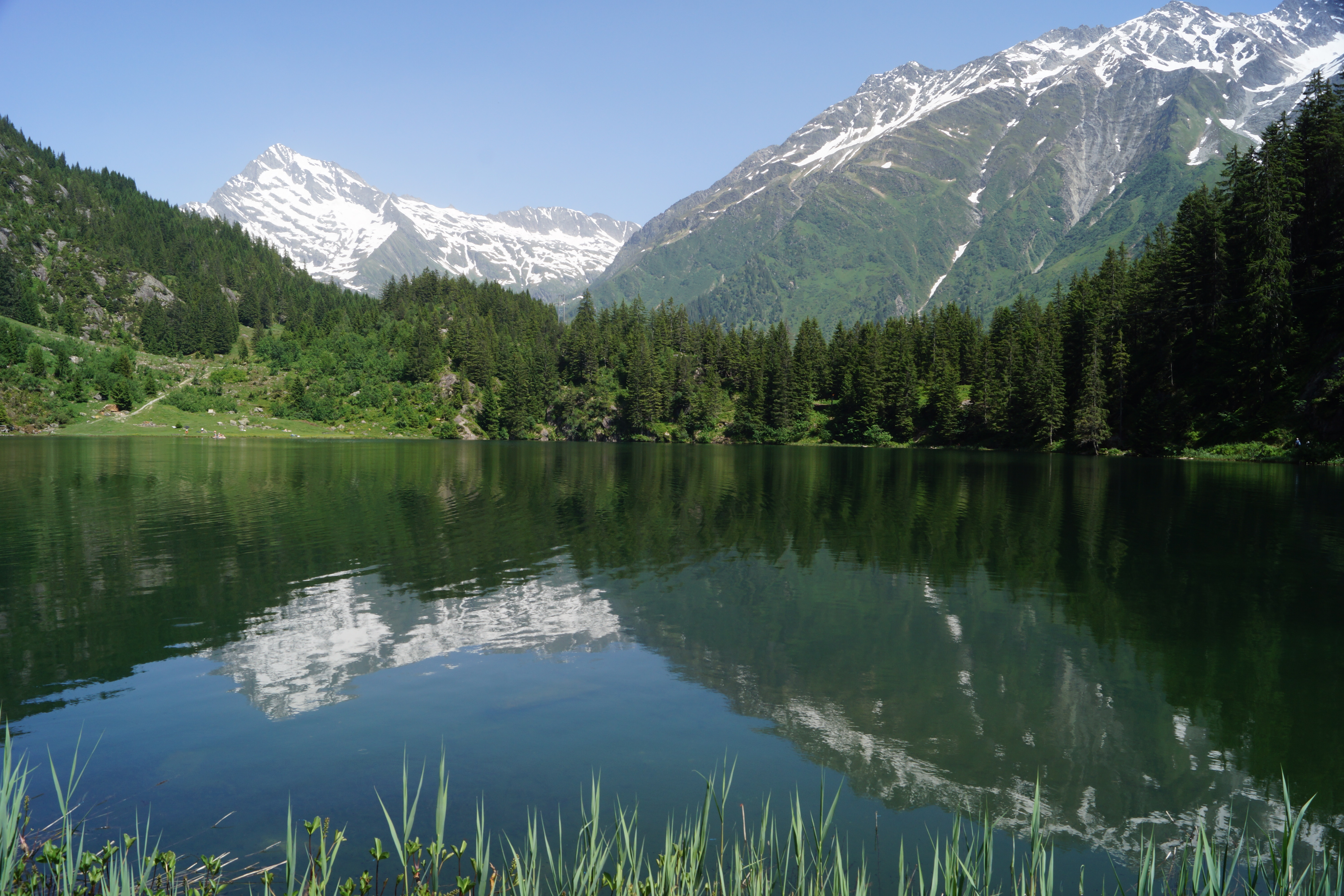
Golzerensee > Ost

## Nachweise
1. ↑  Alle lokalen Routen bei SchweizMobil.
2. ↑  Lage & Höhe gemäß SwissTopo (Karten der Schweiz).
3. ↑  Silener Höhenweg bei Luftseilbahn Golzern.
4. ↑  PostAuto-Spezialbillett «Silener Höhenweg».